# Smuteň
Smuteň (Phyllanthus) je rod rostlin z čeledi smuteňovité. Jsou to byliny, stromy i keře s jednoduchými střídavými listy a charakteristicky utvářenými koncovými větévkami, které připomínají složené listy. Květy jsou drobné, zelenavé a nenápadné, jednopohlavné. Plodem je obvykle tobolka, řidčeji bobule nebo peckovice.
Rod zahrnuje asi 1000 druhů a je rozšířen v tropech a subtropech celého světa s přesahy do oblastí mírného pásu. V Evropě se nevyskytuje.
Smuteně mají význam zejména jako léčivé rostliny, a to jak v tradiční tak i v moderní medicíně. Některé druhy poskytují jedlé plody nebo se pěstují jako okrasné dřeviny.
Podle výsledků molekulárních studií není rod v současném pojetí monofyletický a patrně do něj bude vřazen rod Breynia spolu s několika dalšími menšími rody.

## Popis
Rod smuteň je vzhledově značně různorodý a zahrnuje jednoleté či vytrvalé byliny, keře, řidčeji i stromy. Stromovití zástupci mohou dorůstat výšky až 36 metrů. Smuteň plovoucí (Phyllanthus fluitans) je dokonce vodní rostlina vzplývající na hladině. Rostliny jsou většinou jednodomé, řidčeji dvoudomé. Často mají charakteristické větvení, na hlavním stonku jsou listy uspořádané ve spirále (a často redukované na šupiny), koncové větévky bývají nahloučené na konci krátkých výhonů a připomínají zpeřené listy. Často tyto větévky jako celistvá jednotka také opadávají. Listy jsou jednoduché, celokrajné, na koncových větévkách výrazně dvouřadě rozložené, se zpeřenou žilnatinou. Mohou být drobné i rozměrné. Palisty jsou drobné, opadavé nebo vytrvalé. Některé druhy mají listy redukované a jejich funkci přebírají zploštělé větévky (fylokladia).

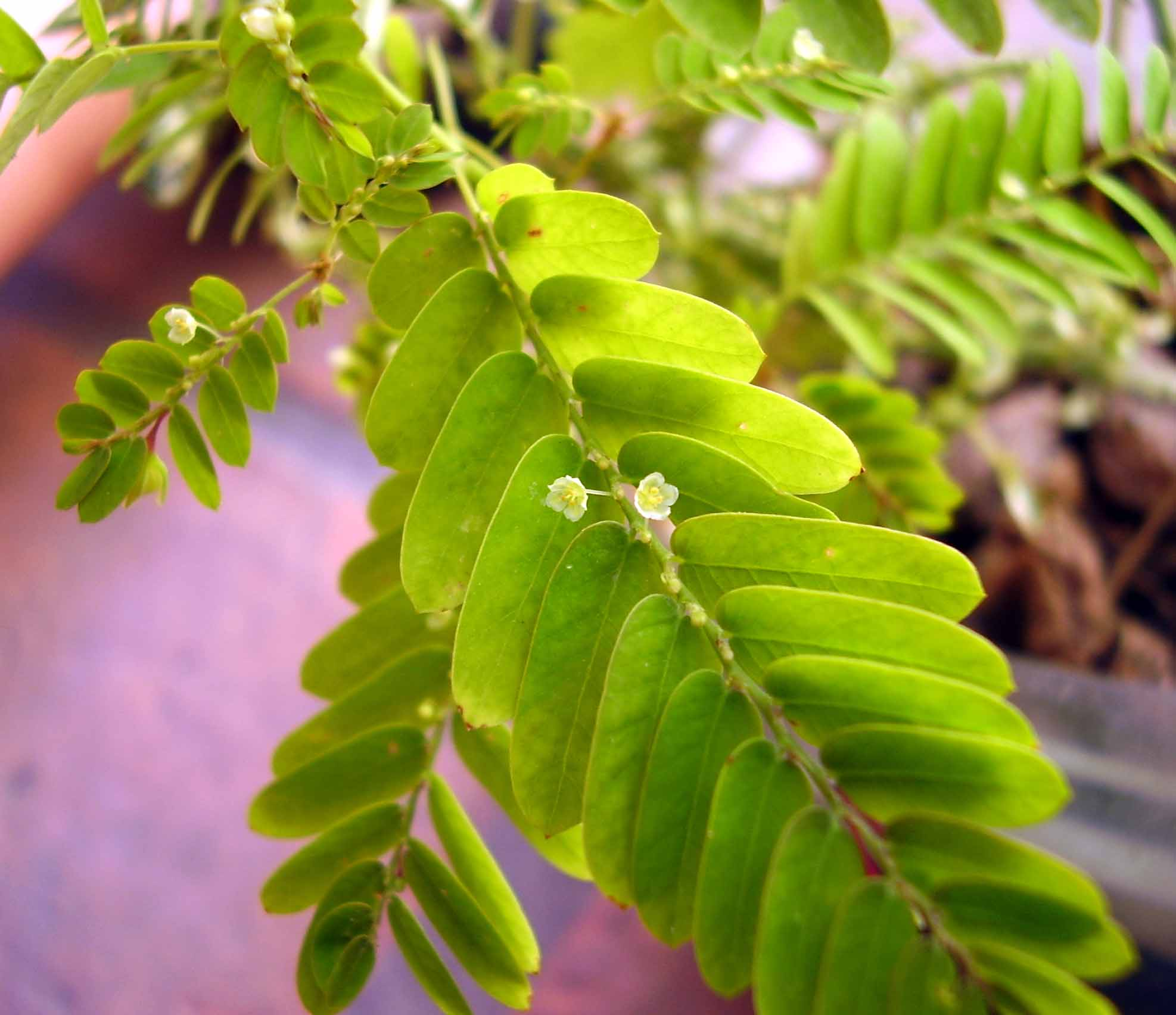
Větévka smuteně hořké (P. amarus) s květy
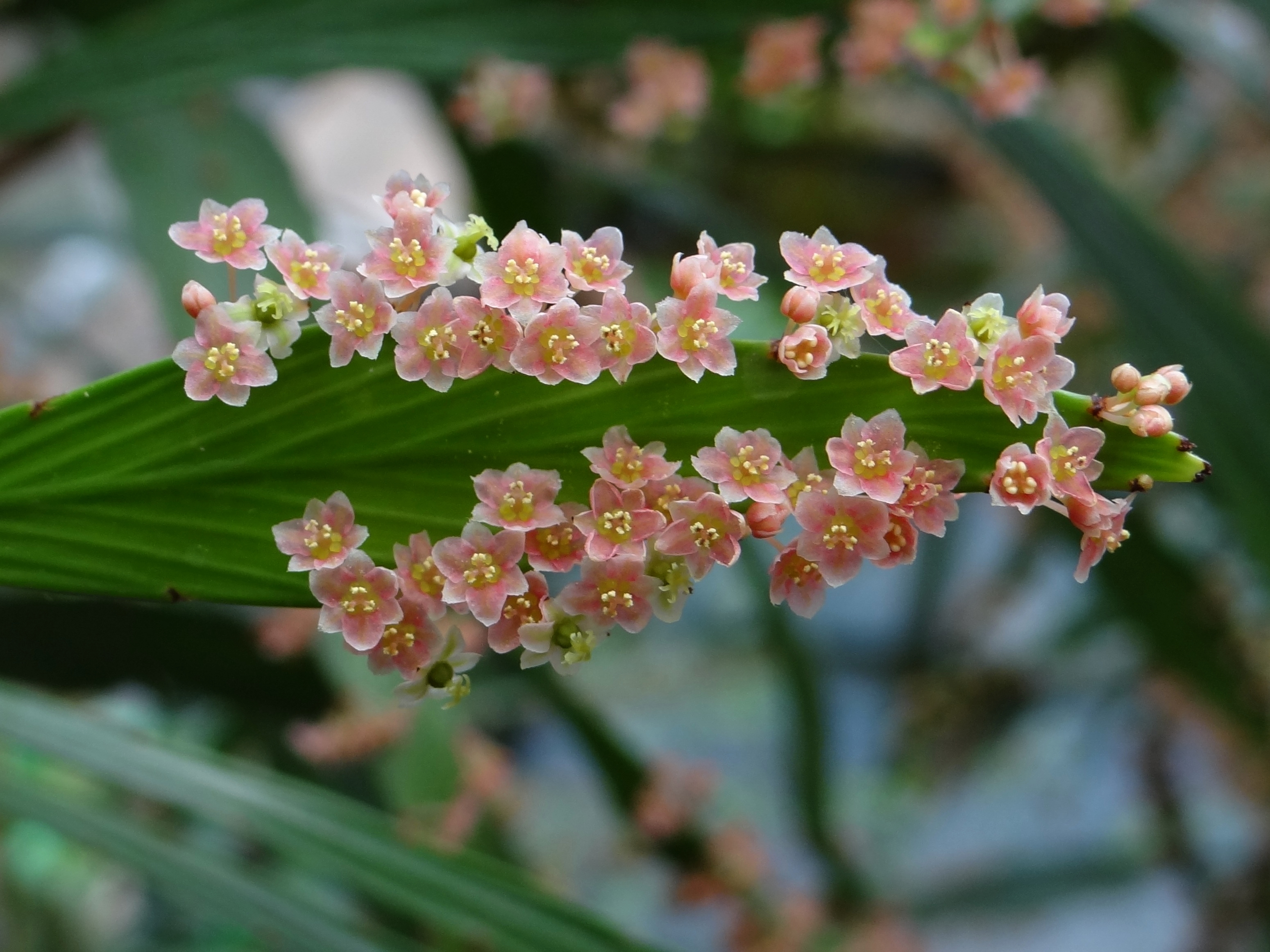
Fylokladium Phyllanthus latifolius s květy
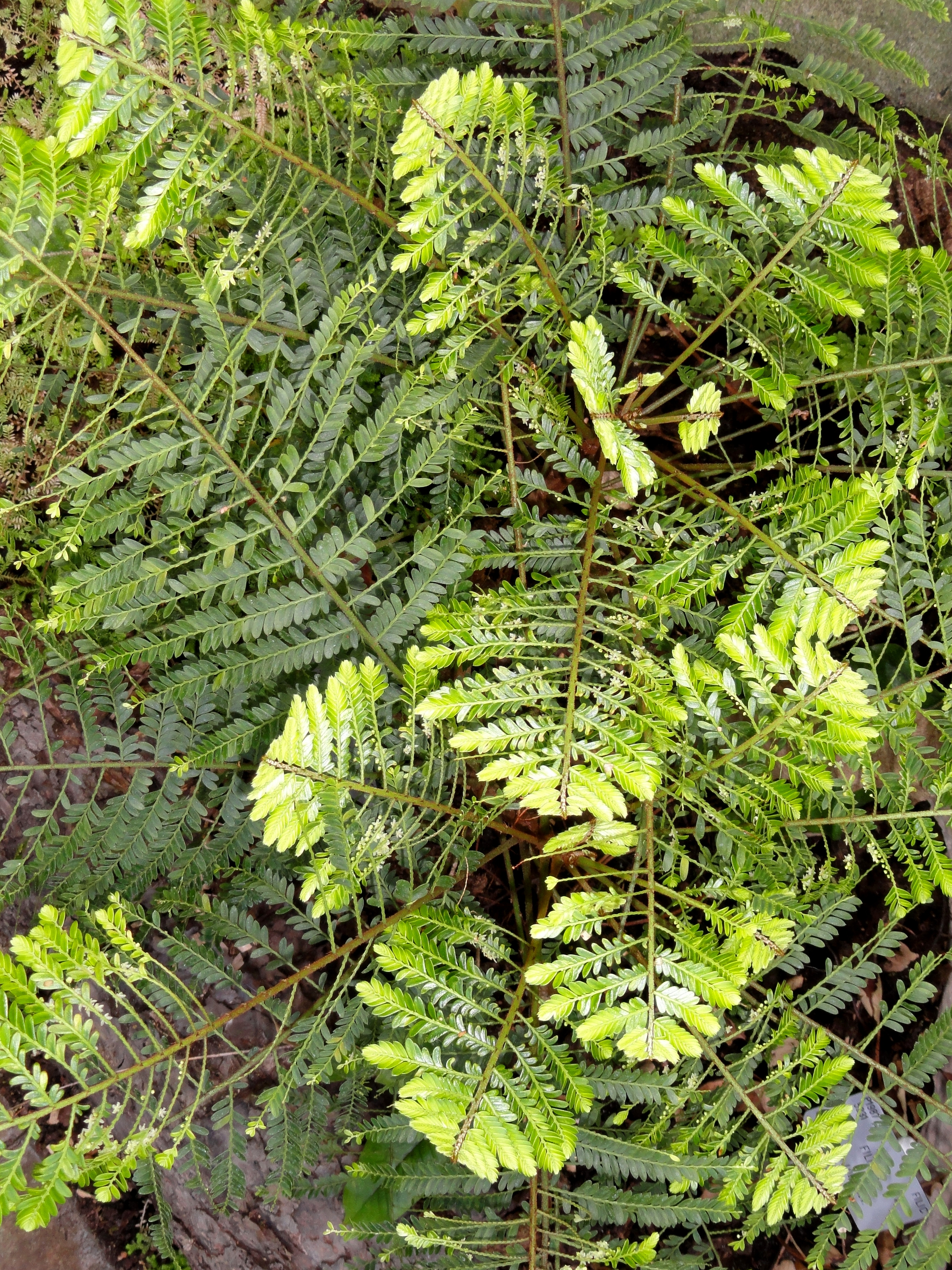
Větévky P. mimosoides připomínající 2x zpeřené listy
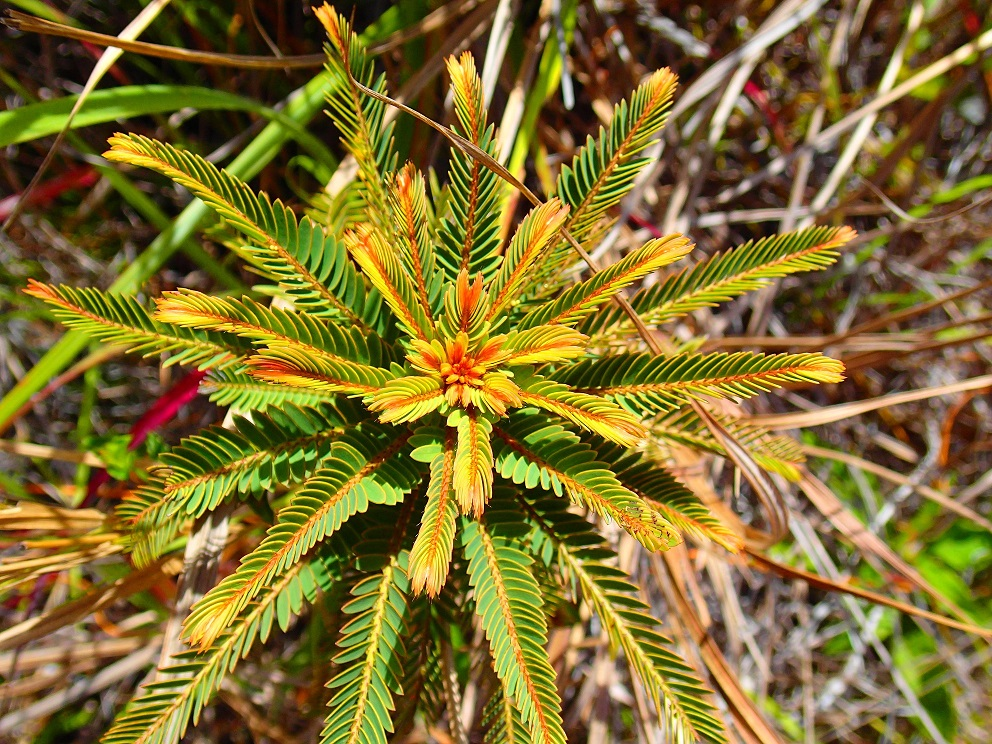
Phyllanthus saffordii

Květy jsou drobné a nenápadné, většinou zelenavé, jednopohlavné, tence stopkaté, jednotlivé nebo uspořádané v úžlabních květenstvích různých typů (svazečky, vrcholíky, klubka, hrozny nebo laty). Kalich je složený ze 2 až 6 lístků, u samičích květů i z více. Kališní lístky jsou na okraji celistvé, zoubkaté nebo třásnité. Koruna chybí. V samčích květech je 2 až 6 volných nebo srostlých tyčinek. Semeník samičích květů obsahuje většinou 3, řidčeji až 12 komůrek, obsahujících po 2 vajíčkách. Čnělky jsou volné, na vrcholu většinou dvoulaločné až dvouklané. Plodem je ve většině případů tobolka, řidčeji dužnatá bobule nebo peckovice. Semena jsou trojhranná, bez míšku.

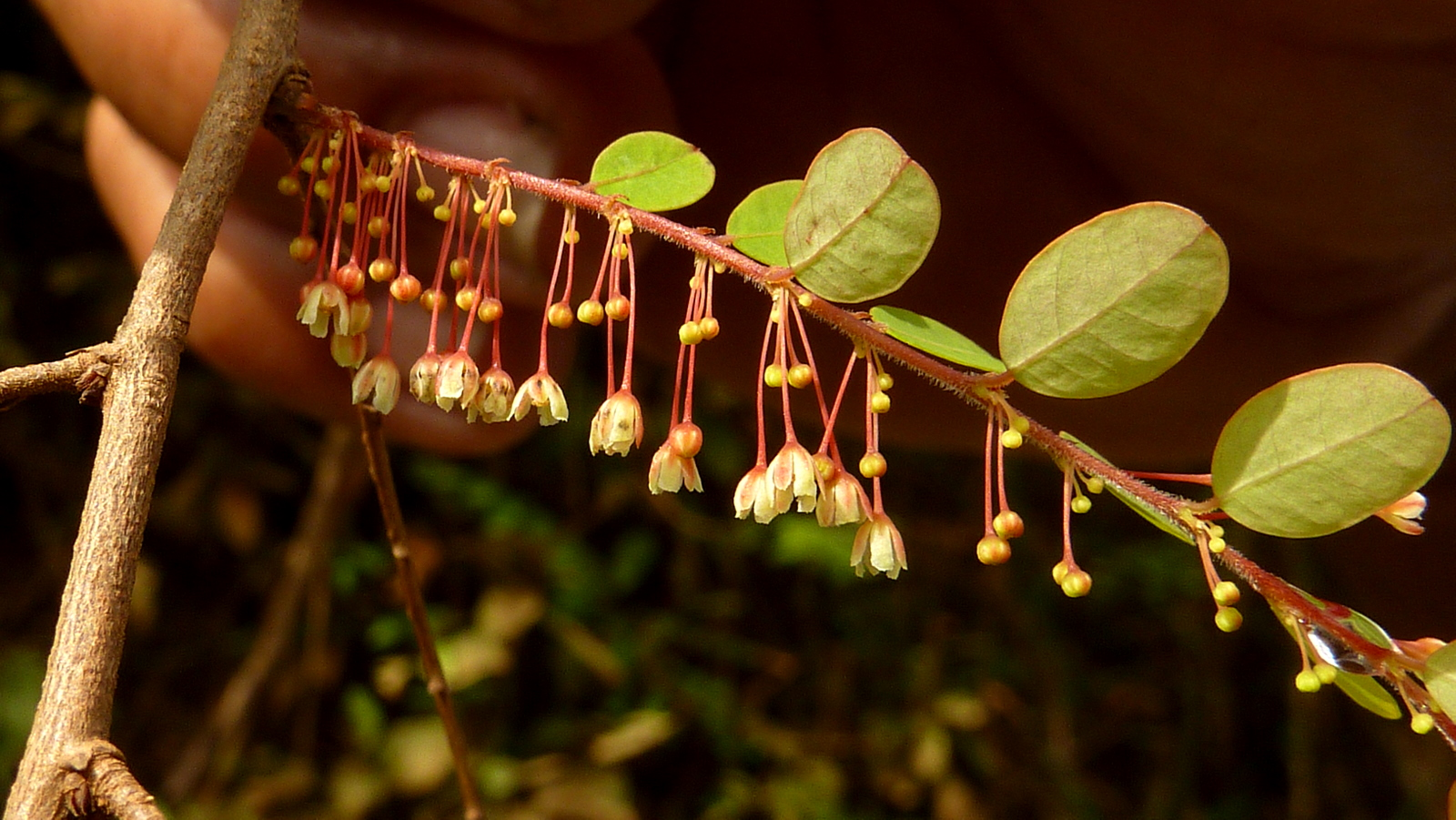
Větévka Phyllanthus bahiensis s květy
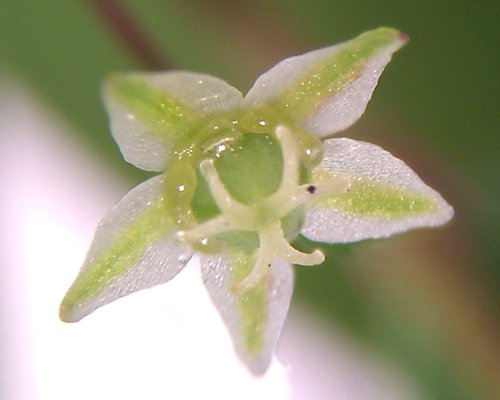
Detail květu Phyllanthus tenellus
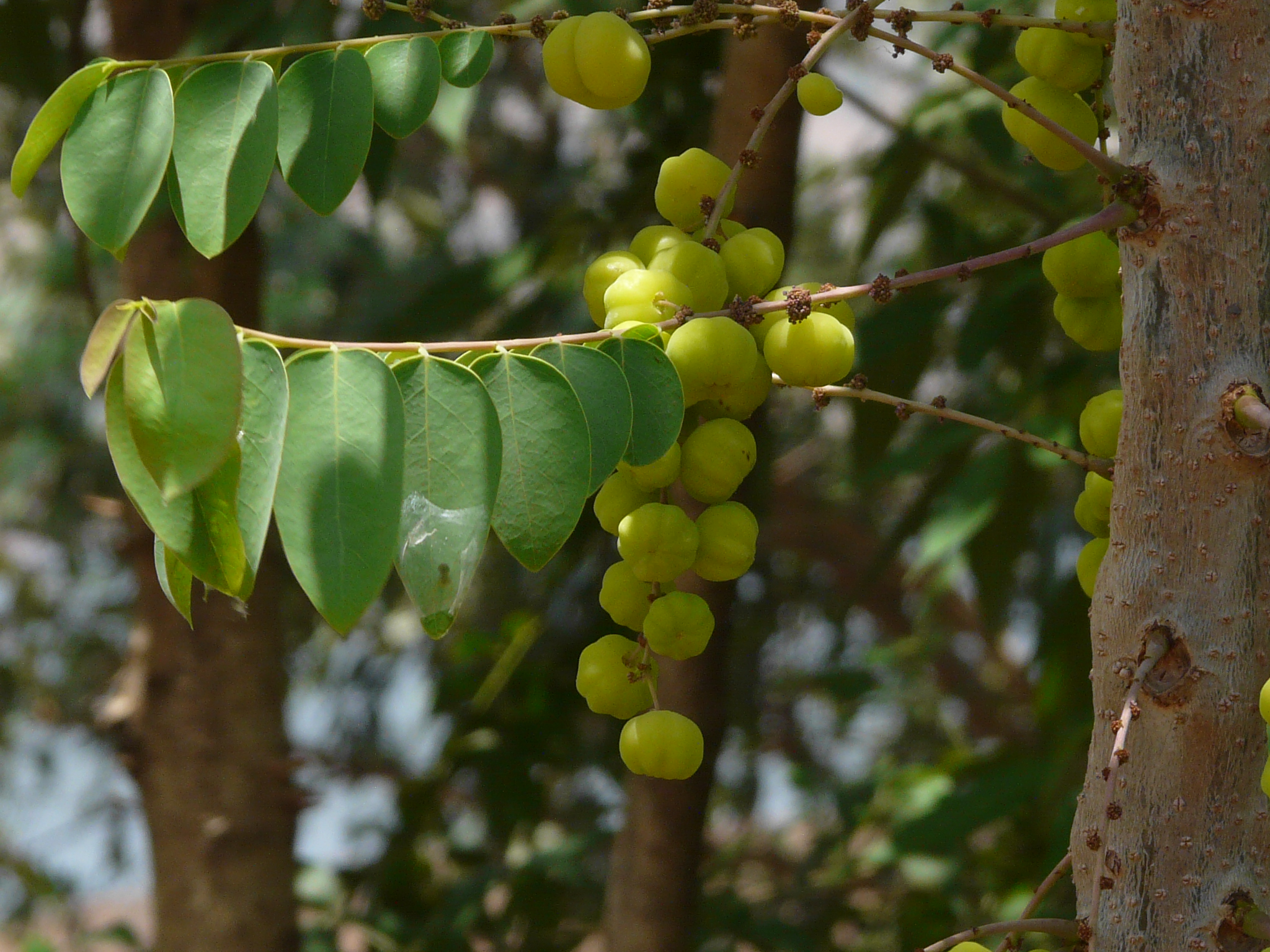
Phyllanthus acidus s plody

## Rozšíření
Rod smuteň zahrnuje asi 1000 druhů. Je rozšířen v tropech a subtropech téměř celého světa s nečetnými přesahy do oblastí mírného pásu. Ve východní Asii zasahuje nejdále na sever (až do Chabarovského kraje) druh Phyllanthus ussuriensis, v Severní Americe druh Phyllanthus caroliniensis (po Pensylvánii).
V Evropě se žádný druh přirozeně nevyskytuje.
Smuteně obývají velmi rozličná stanoviště od tropických deštných lesů po suchomilnou keřovou vegetaci, od pobřežních mangrovů až po vysoké hory. Oblast rozšíření je u většiny stromových druhů relativně nevelká a je mezi nimi mnoho endemitů. Rostou na nejrůznějších podkladech včetně vápenců a hadců.
Některé druhy se jako plevelné rostliny rozšířily v tropech různých kontinentů, mezi jinými Phylanthus maderaspatensis a Phyllanthus fraternus, pocházející z tropické Asie, a Phyllanthus tenellus, který pochází z Maskarénských ostrovů.

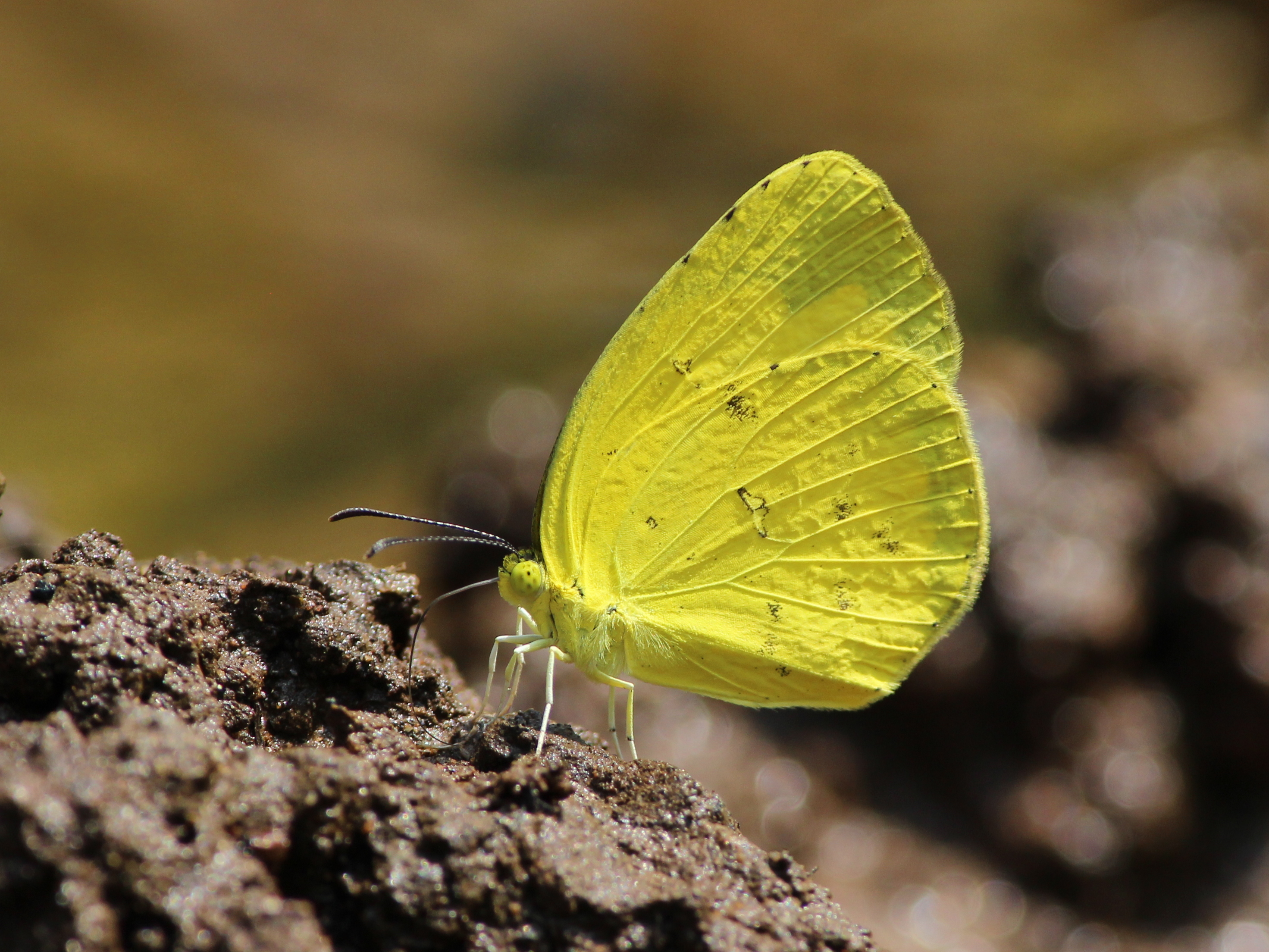
Motýl Eurema hecabe

## Ekologické interakce
Rod smuteň má v rámci opylování úzkou vazbu s drobnými můrami rodu Epicephala z čeledi vzpřímenkovití (Gracillariidae). Podobná vazba je i u dalších rodů tribu Phyllantheae, rodů Glochidion a Breynia.
U některých druhů s bezobalnými květy bylo zaznamenáno opylování větrem.
Smuteně náležejí v Austrálii mezi živné rostliny běláskovitého motýla Eurema hecabe.

## Obsahové látky
Paleta sekundárních metabolitů je u rodu smuteň je poměrně široká, charakteristické jsou zejména lignany, triterpeny, alkaloidy a třísloviny. Dále tyto rostliny obsahují flavonoidy, laktony a steroidy.

## Taxonomie
Rod Phyllanthus je v rámci čeledi Phyllanthaceae řazen do tribu Phyllantheae. Tato čeleď byla v systému APG III z rodu 2003 vyčleněna z čeledi Euphorbiaceae. Molekulárními studiemi bylo zjištěno, že rod Phyllanthus v klasickém pojetí není monofyletický a jeho vývojový strom obsahuje i rody Breynia, Phyllanthodendron, Glochidion a Sauropus. Řešením je buď tyto rody ponechat samostatné a rozčlenit rod Phyllanthus na řadu samostatných rodů, nebo pojmout rod Phyllanthus široce a všechny zmíněné rody do něj vřadit. Při širokém pojetí se však obtížně hledá společný morfologický znak, který by rod jednoznačně definoval. Taxonomická revize dosud nebyla provedena.

## Zástupci
- smuteň hořká (Phyllanthus amarus)
- smuteň lékařská (Phyllanthus emblica, syn. Emblica officinalis)
- smuteň plovoucí (Phyllanthus fluitans)
- smuteň úzkolistá (Phyllanthus angustifolius)

## Význam

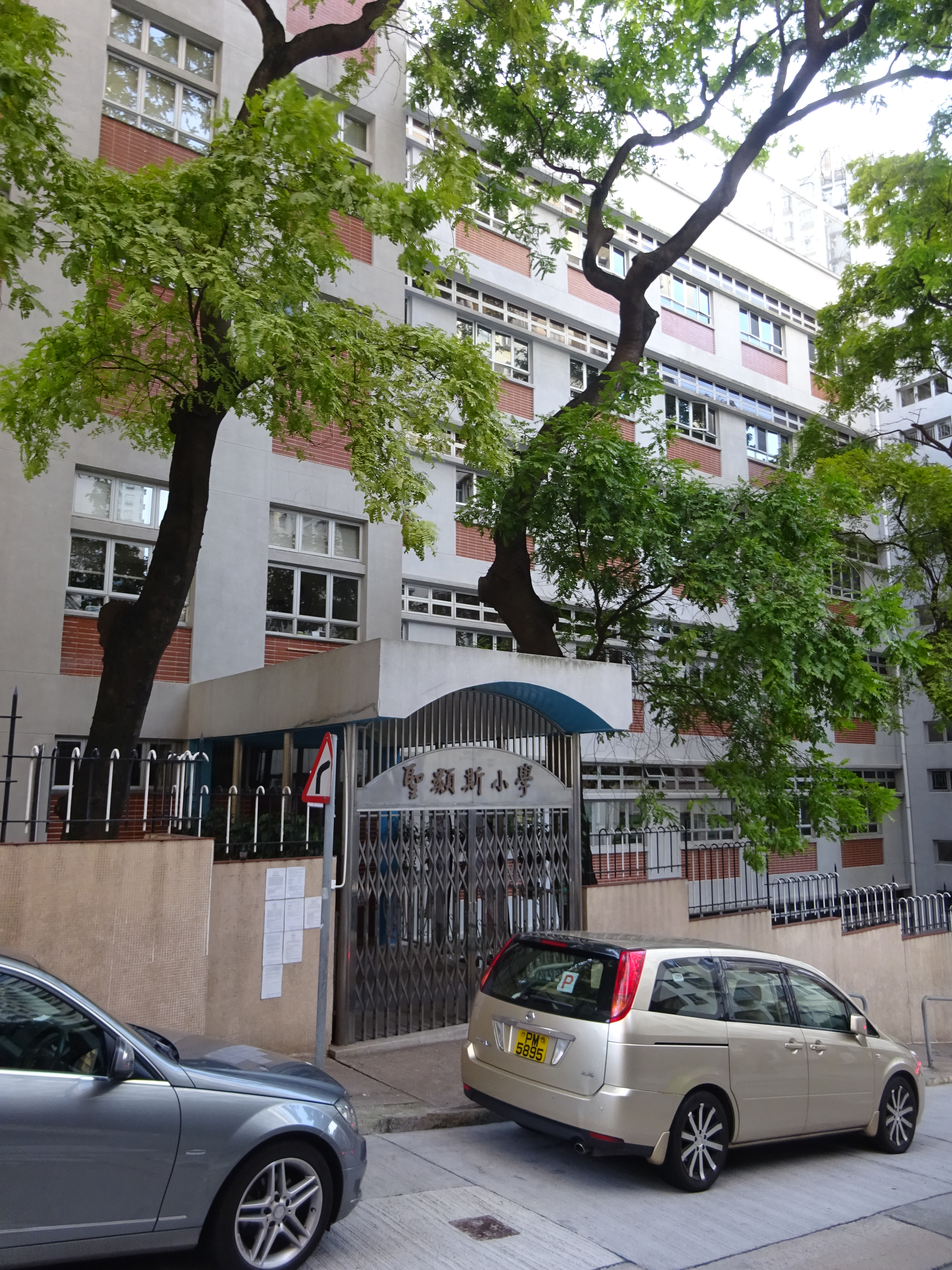
Smuteň lékařská (Phyllanthus emblica) jako pouliční strom v Hongkongu

Smuteně mají dlouhou historii využití jako léčivé rostliny. Byly a jsou tradičně využívány zejména při léčení ledvinových chorob, potíží s močovým měchýřem, infekcí vnitřních orgánů, cukrovky a žloutenky typu B. V Brazílii je k těmto účelům využívána celá řada druhů, mezi jinými smuteň hořká (Phyllanthus amara), Phyllanthus niruri, P. urinaria, P. corcovadensis, P. tenellus, P. caroliniensis, P. fraternus, P. stipulatus a P. sellowianus.
Nať druhu Phyllanthus niruri je v Amazonii tradičním lékem na ledvinové a žlučové kameny. Jako léčivá rostlina se tento druh rozšířil i do jiných částí tropické Ameriky, do Afriky i Asie. Rostlina je známa pod názvem chanca piedra (= rozbitý kámen) a pod tímto názvem je také prodávána v ČR. Při medicínských studiích byl prokázán antivirotický účinek proti hepatitidě B.
Smuteň lékařská je využívána v indické medicíně zejména jako antacidum. Sušené oplodí se používá k léčení žaludečních vředů. Plody jsou jedlé a velmi bohaté na vitamín C, kterého obsahují asi 160x více než jablka. Jsou známy pod anglickým názvem indian gooseberry (indický angrešt). U extraktu z plodů byl prokázán ochranný účinek na buňky jater a ledvin proti těžkým kovům a ochranný vliv na chromozómy proti poškození radiací. Rovněž mají účinek při některých typech rakoviny.
Smuteň hořká se v indické medicíně používá při různých chorobách zejména trávicího a močového ústrojí.
Z dalších druhů se v asijské medicíně využívá zejména Phyllanthus reticulatus, P. niruri, P. acidus, P. fraternus, P. maderaspatensis, P. simplex a P. urinaria.
V moderní medicíně mají preparáty ze smutení význam zejména při léčení hepatitidy B a ledvinových kamenů. Významný je také analgetický účinek při různých bolestivých onemocněních.
Dřevo smuteně lékařské je v Malajsii obchodováno pod názvem pokok melaka, v Indii jako amla. Je purpurově hnědočervené, středně tvrdé. Strom je také vysazován jako pouliční okrasná dřevina. Jako okrasné dřeviny se v tropech a subtropech vysazují i některé jiné druhy, např. Phyllanthus angustifolius a P. epiphyllanthus s větvemi přeměněnými ve fylokladia.
Smuteň plovoucí je celkem zřídka pěstována jako akvarijní rostlina.
Z některých druhů je připravován jed k tradičnímu lovu ryb (tzv. barbasko).
Phyllanthus acidus pochází pravděpodobně ze severovýchodní Brazílie, je však pěstován v tropech celého světa jako ovocná dřevina. Kyselé plody jsou známy pod názvem gooseberry. Konzumují se nejčastěji marinované, kandované nebo solené, také se z nich vyrábějí džusy, sirupy a ocet. Mladé listy se používají jako zelenina. Podobným způsobem se upravují a konzumují i plody smuteně lékařské.
Několik druhů smuteně je uváděno ze sbírek Pražské botanické zahrady v Tróji.

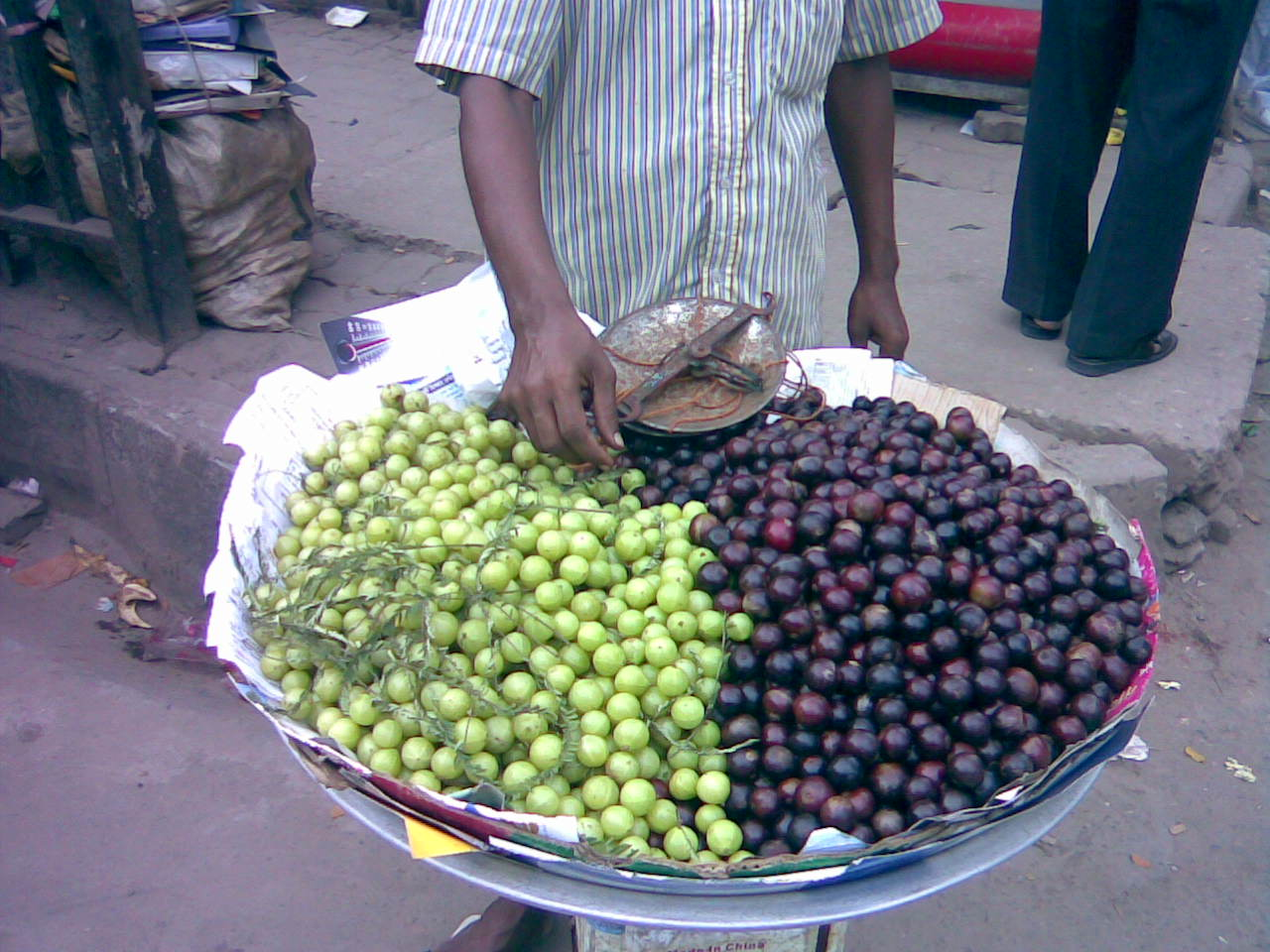
Plody smuteně lékařské a slivouchu Flacourtia jangomas na trhu v Dháce
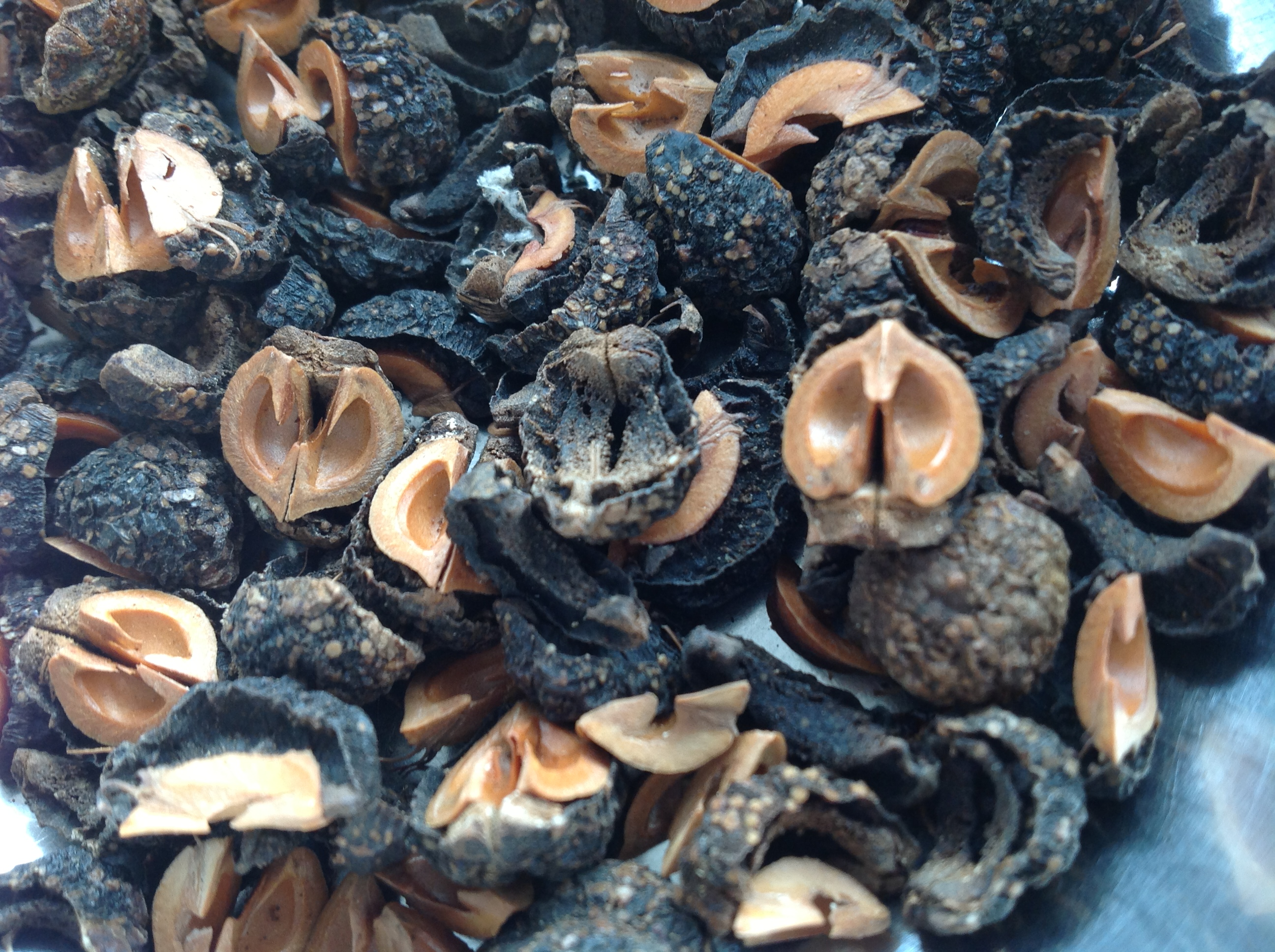
Suché plody smuteně lékařské
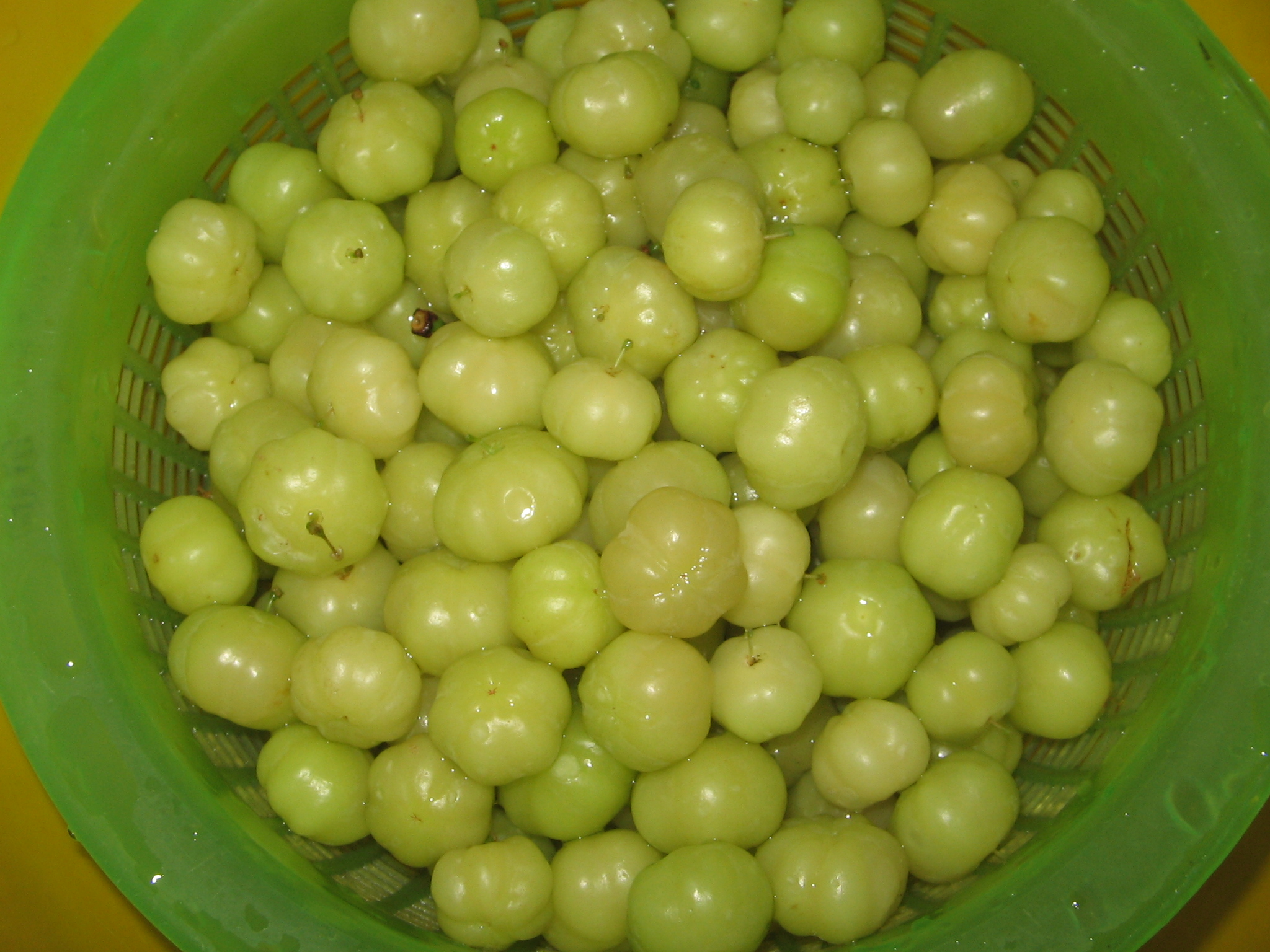
Plody Phyllanthus acidus
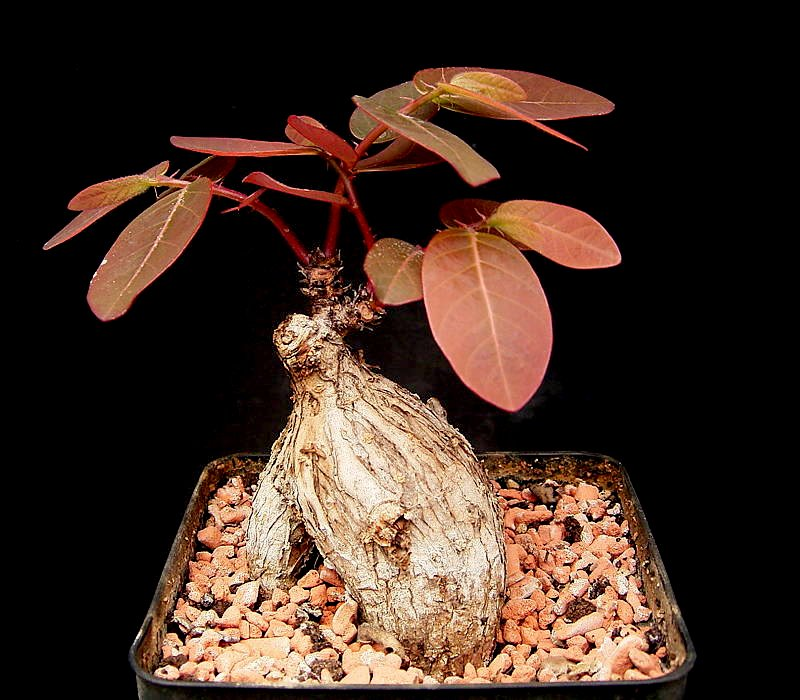
Sukulentní druh P. mirabilis
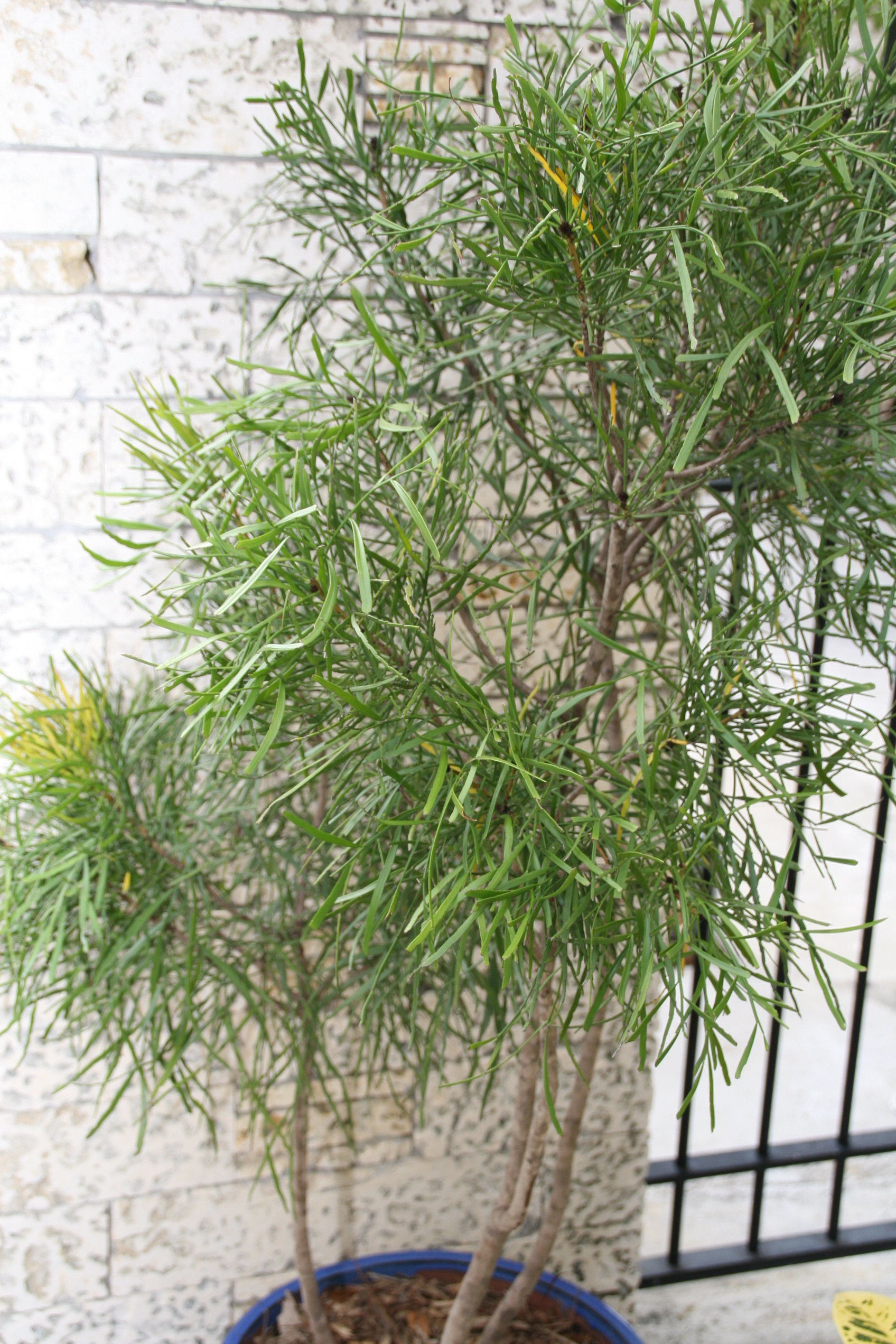
Phyllanthus angustifolius jako okrasná rostlina